# Al Glendinning
Alan Glendinning (Vancouver, Brit Columbia, 1956. március 31. –) kanadai profi jégkorongozó.

## Pályafutása
Komolyabb junior karrierjét az Alberta Junior Hockey League-ben a Calgary Canucksban kezdte 1973-ban. 1974-től a Western Canadian Hockey League-ben játszott, ami a legmagasabb junior szint. Ekkor a Calgary Centennials csapatában volt kerettag. Két évet játszott ebben a csapatban 1976-ig. Az 1976-os NHL-amatőr drafton a Washington Capitals választotta ki a negyedik kör 55. helyén. Szintén kiválasztotta egy csapat, a Quebec Nordiques, az 1976-os WHA-drafton a harmadik kör 32. helyén. Sem a National Hockey League-ben, sem a World Hockey Associationban nem játszott. Első felnőtt szezonja az 1976–1977-es volt, melyet az American Hockey League-es Springfield Indiansban kezdett és az International Hockey League-es Dayton Gemsben fejezett be. 1977–1978-ban egyetlen mérkőzésen jégre lépett az AHL-es Hershey Bearsben majd az egész bajnoki idényt az IHL-es Muskegon Mohawks játszotta végig. Utolsó évében a Cariboo Hockey League-ben játszott, ami egy senior középosztályú liga volt Brit Columbiában és a Kamloops Cowboys csapatának volt a tagja. 1985-ben még 3 mérkőzésre visszatért, mint aktív játékos a Western International Hockey League-es Nelson Maple Leafsbe. Ezután már csak, mint edző foglalkozott a jégkoronggal. Az 1990-es évek végén és a 2000-es évek elején junior ligákban volt másodedző, főedző és general manager.

## Sikerei, díjai
- WCHL All-Star Gála: 1976